# Hans Tronner
Hans Tronner (* 25. Juni 1883 in Troppau, Königreich Böhmen; † 7. Oktober 1951, Österreich) war ein österreichischer Diskuswerfer und Kugelstoßer.
Bei den Olympischen Spielen 1912 in Stockholm kam er im Diskuswurf auf den fünften und im beidarmigen Diskuswurf auf den 13. Platz.
Sechsmal wurde er Österreichischer Meister im Diskuswurf (1911, 1914–1916, 1918, 1919) und zweimal im Kugelstoßen (1916, 1918).

## Persönliche Bestleistungen
- Kugelstoßen: 11,94 m, 13. Juni 1909, Budapest
- Diskuswurf: 42,76 m, 20. Juni 1914, Wien